# FIFA 14
FIFA 14 is een voetbalsimulatiespel en het 21e deel van de FIFA-serie. Het spel werd in september 2013 uitgebracht door Electronic Arts.

## Inhoud

### Teams

#### Competities
In augustus 2013 gaf EA Sports op Gamescom vrij dat er in FIFA 14 33 competities met een licentie zouden zitten. Bij de 30 competities die al eerder speelbaar waren in FIFA 13, kwamen er in FIFA 14 dus drie nieuwe competities bij: de hoogste divisies van Chili, Colombia en Argentinië.
| Land           | Competitie                     |  | Land                      | Competitie              |
| -------------- | ------------------------------ |  | ------------------------- | ----------------------- |
| Argentinië     | Primera División de Argentina  |  | Mexico                    | Liga MX                 |
| Australië      | A-League                       |  | Nederland                 | Eredivisie              |
| België         | Jupiler Pro League             |  | Noorwegen                 | Tippeligaen             |
| Brazilië       | Campeonato Brasileiro Série Aa |  | Oostenrijk                | Bundesliga              |
| Chili          | Primera División               |  | Polen                     | Ekstraklasac            |
| Colombia       | Categoría Primera A            |  | Portugal                  | Superliga               |
| Denemarken     | Superligaen                    |  | Rusland                   | Premjer-Liga            |
| Duitsland      | Bundesliga                     |  | Saoedi-Arabië             | Saudi Premier League    |
| Duitsland      | 2. Bundesliga                  |  | Schotland                 | SPL                     |
| Engeland Wales | Premier League                 |  | Spanje                    | Liga BBVA               |
| Engeland Wales | Championship                   |  | Spanje                    | Liga Adelante           |
| Engeland Wales | League One                     |  | Verenigde Staten Canada   | Major League Soccer     |
| Engeland Wales | League Two                     |  | Verenigde Staten Canada   | Major League Soccer     |
| Frankrijk      | Ligue 1                        |  | Zuid-Korea                | K-League                |
| Frankrijk      | Ligue 2                        |  | Zweden                    | Allsvenskan             |
| Ierland        | Airtricity League              |  | Zwitserland Liechtenstein | Raiffeisen Super League |
| Italiëb        | Serie A                        |  | Zwitserland Liechtenstein | Raiffeisen Super League |
| Italiëb        | Serie B                        |  | /                         | /                       |

Opmerkingen
- a: De licenties van 19 van de 20 clubs uit de Braziliaanse competitie zijn in orde gebracht. Enkel EC Bahia zal met fictieve wapenschilden en uitrustingen spelen.[4][5]
- b: Op Gamescom kondigde EA Sports ook aan dat men de licenties van enkele Italiaanse clubs had verworven.[6]
- c: De licenties van de clubs uit de Poolse Ekstraklasa werden verkregen.[7]

#### Rest van de wereld
Net als in voorgaande edities kan er ook met teams gespeeld worden die in een competitie spelen waarvan de licentie niet verkregen werd.
- Voor het eerst sinds FIFA 06 kan er met een team uit Oekraïne gespeeld worden: Sjachtar Donetsk. Ook de Donbas Arena is gelicenseerd.[8]
- Naast de 20 teams uit de Primera División de Argentina, is ook CA Independiente uit de Argentijnse tweede divisie bespeelbaar.[9]

#### Nationale elftallen
- De licentie voor het nationale elftal van Brazilië werd verkregen, zo werd bekendgemaakt op Gamescom.[6]
- Het nationale elftal van Wales is voor het eerst met volledige licentie aanwezig, nadat eerder al wel het nationale voetbalstadion, het Millennium Stadium, in FIFA zat.

## Soundtracks
| Artiest                         | Nummer                        | Land                      |
| ------------------------------- | ----------------------------- | ------------------------- |
| American Authors                | Hit It                        | Vlag van Verenigde Staten |
| Amplify Dot                     | Get Down                      | Vlag van Engeland         |
| Bloc Party                      | Ratchet                       | Vlag van Engeland         |
| Chinza Dopeness                 | T.U.B.E.                      | Vlag van Japan            |
| CHVRCHES                        | We Sink                       | Vlag van Schotland        |
| Crystal Fighters                | Love Natural                  | /                         |
| Dan Croll                       | Compliment Your Soul          | Vlag van Engeland         |
| David Dallas                    | Runnin                        | Vlag van Nieuw-Zeeland    |
| De Staat                        | Down Town                     | Vlag van Nederland        |
| Disclosure                      | F For You                     | Vlag van Engeland         |
| Empire of the Sun               | Alive                         | Vlag van Australië        |
| Foals                           | My Number (Trophy Wife Remix) | Vlag van Engeland         |
| Grouplove                       | I'm With You                  | /                         |
| Guards                          | I Know It's You               | Vlag van Verenigde Staten |
| Illya Kuryaki & The Valderramas | Funky Futurista               | Vlag van Argentinië       |
| Jamie N Commons                 | Marathon                      | Vlag van Engeland         |
| John Newman                     | Love Me Again                 | Vlag van Engeland         |
| Karol Conka                     | Boa Noite                     | Vlag van Brazilië         |
| Los Rakas                       | Hot                           | Vlag van Panama           |

| Artiest                                   | Nummer                         | Land                      |
| ----------------------------------------- | ------------------------------ | ------------------------- |
| Marcelo D2                                | Voce Diz Que O Amor Nao Doi    | Vlag van Brazilië         |
| Miles Kane                                | Don’t Forget Who You Are       | Vlag van Engeland         |
| Nine Inch Nails                           | Copy Of A                      | Vlag van Verenigde Staten |
| OK KID                                    | Am Ende                        | Vlag van Duitsland        |
| Oliver                                    | Mechanical                     | Vlag van Verenigde Staten |
| Olympic Ayres                             | Magic                          | Vlag van Australië        |
| Portugal. The Man                         | Purple Yellow Red And Blue     | Vlag van Verenigde Staten |
| Robert DeLong                             | Here                           | Vlag van Verenigde Staten |
| Rock Mafia ft. Wyclef Jean & David Correy | I Am                           | /                         |
| Smallpools                                | Dreaming                       | Vlag van Verenigde Staten |
| The 1975                                  | The City                       | Vlag van Engeland         |
| The Chain Gang Of 1974                    | Miko                           | Vlag van Verenigde Staten |
| The Colourist                             | Little Games (St. Lucia Remix) | Vlag van Verenigde Staten |
| The Naked and Famous                      | Hearts Like Ours               | Vlag van Nieuw-Zeeland    |
| The Royal Concept                         | On Our Way                     | Vlag van Zweden           |
| Vampire Weekend                           | Worship You                    | Vlag van Verenigde Staten |
| Wretch 32                                 | 24 Hours                       | Vlag van Engeland         |
| You Me at Six                             | Lived A Lie                    | Vlag van Engeland         |

## Trivia

### Covers
Naar gewoonte krijgen verschillende landen en regio's een aangepaste cover waarop een lokale ster staat. Net als bij de voorbije editie staat Lionel Messi op de cover.
| Land                        | Voorgrond                 | Achtergrond                 | Achtergrond                  |
| --------------------------- | ------------------------- | --------------------------- | ---------------------------- |
| Australië Nieuw-Zeeland     | Lionel Messi FC Barcelona | Tim Cahill                  | New York Red Bulls           |
| Chili                       | Lionel Messi FC Barcelona | Arturo Vidal                | Juventus                     |
| Colombia                    | Lionel Messi FC Barcelona | Arturo Vidal Radamel Falcao | Juventus AS Monaco           |
| Frankrijk Nederland         | Lionel Messi FC Barcelona | /                           | /                            |
| Hongarije                   | Lionel Messi FC Barcelona | Balázs Dzsudzsák            | Dinamo Moskou                |
| Italië                      | Lionel Messi FC Barcelona | Stephan El Shaarawy         | AC Milan                     |
| Japan                       | Lionel Messi FC Barcelona | Makoto Hasebe Maya Yoshida  | VfL Wolfsburg Southampton FC |
| Noord-Amerika               | Lionel Messi FC Barcelona | Javier Hernandez            | Manchester United            |
| Oostenrijk                  | Lionel Messi FC Barcelona | David Alaba                 | Bayern Munchen               |
| Polen                       | Lionel Messi FC Barcelona | Robert Lewandowski          | Borussia Dortmund            |
| Saoedi-Arabië               | Lionel Messi FC Barcelona | Gareth Bale                 | Real Madrid                  |
| Tsjechië                    | Lionel Messi FC Barcelona | Michal Kadlec               | Fenerbahce SK                |
| Verenigd Koninkrijk Ierland | Lionel Messi FC Barcelona | Gareth Bale                 | Real Madrid                  |
| Zwitserland                 | Lionel Messi FC Barcelona | Xherdan Shaqiri             | Bayern Munchen               |